# Минотавр
Минотавр (др.-греч. Μῑνώταυρος, бык Миноса) — критское чудовище с телом человека и головой быка, жившее в Лабиринте и убитое Тесеем.

## Мифы
По греческому преданию, Минотавр — чудовище с телом человека и головой быка, происшедшее от неестественной любви дочери бога солнца Гелиоса Пасифаи, жены царя Миноса, к посланному богом морей Посейдоном (в некоторых источниках Зевсом) быку, который затем был укрощён Гераклом и убит Тесеем. По преданию, она прельщала быка, ложась в деревянную корову, сделанную для неё известным афинским инженером Дедалом.
Минос скрывал Минотавра в построенном Дедалом Кносском лабиринте на Крите, куда на съедение чудовищу бросали преступников, а также присылаемых из Афин каждые девять лет семь девушек и семерых юношей (либо каждый год семь детей). Тесей был, по Диодору, из второй группы (по Плутарху, из третьей). По некоторым источникам, пленникам выкалывали глаза. По истолкованию, пленники умирали сами, блуждая и не находя выхода.
Тесей, явившись на Крит в числе четырнадцати жертв, убил Минотавра ударами кулака (по другим сведениям, мечом) и при помощи Ариадны (единоутробной сестры Минотавра — дочери Миноса и Пасифаи), давшей ему клубок ниток, вышел из лабиринта.
На троне в Амиклах Тесей изображен ведущим Минотавра — связанного и живого.
В своей хронике Евсевий со ссылкой на Филохора излагает другую версию про Минотавра. Минотавр был учителем критского царя Миноса по имени Тавр и жестоким человеком. Минос учредил состязание, предлагая афинских мальчиков в качестве приза. В состязании Тавр побеждал всех соперников, пока не был побежден в борьбе десятым царем Афин Тесеем, на основании чего афинян освободили от уплаты дани мальчиками, как говорили сами жители Кносса. Евсевий отнёс победу Тесея на 1230-е годы до н. э.

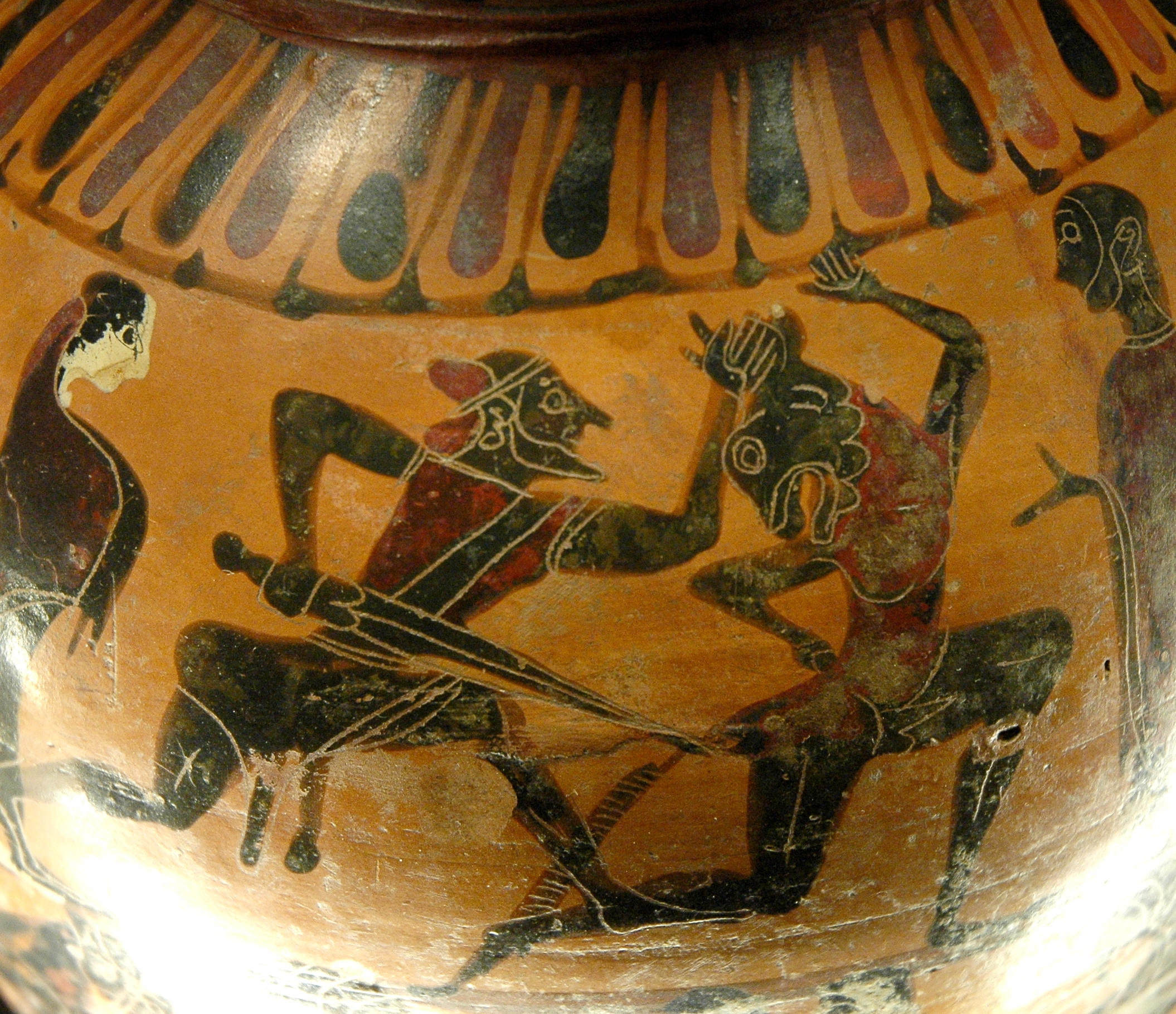
Сражение Тесея с Минотавром на древнегреческой вазе середины VI в. до н. э.

Плутарх в жизнеописании Тесея использует тот же источник, автора III в. до н. э. Филохора:

«Но, по словам Филохора, критяне отвергают это предание и говорят, что Лабиринт был обыкновенной тюрьмой, где заключенным не делали ничего дурного и только караулили их, чтобы они не убежали, и что Минос устраивал гимнические состязания в память об Андрогее, а победителю давал в награду афинских подростков, до поры содержавшихся под стражею в Лабиринте. На первых состязаниях победил военачальник по имени Тавр, пользовавшийся тогда у Миноса величайшим доверием, человек грубого и дикого нрава, обходившийся с подростками высокомерно и жестоко. Аристотель в „Государственном устройстве Боттии“ также совершенно ясно дает понять, что не верит, будто Минос лишал подростков жизни: они, полагает философ, успевали состариться на Крите, неся рабскую службу.»

Согласно историку и мифографу Демону (рубеж IV и III вв. до н. э.), полководец Тавр завязал в гавани бой с Тесеем и был убит. Плутарх приводит сведения (от разных историков), из которых можно сделать вывод, что у царя Миноса действительно был такой военачальник Тавр, погибший в войне с афинянами, а прочие детали — видимо, продукт мифотворчества, как считали учёные поздней античности.
По Павсанию, его настоящее имя было Астерий («звёздный») — сын Миноса, побежденный Тесеем.
На вазах его тело усеяно звёздами либо испещрено глазами; на монете из Кносса он изображён в маске быка.
В микенских текстах упомянута богиня da-pu-ri-to-jo po-ti-ni-ja (Laburinthoio Potnia, «владычица Лабиринта»).

## Толкования

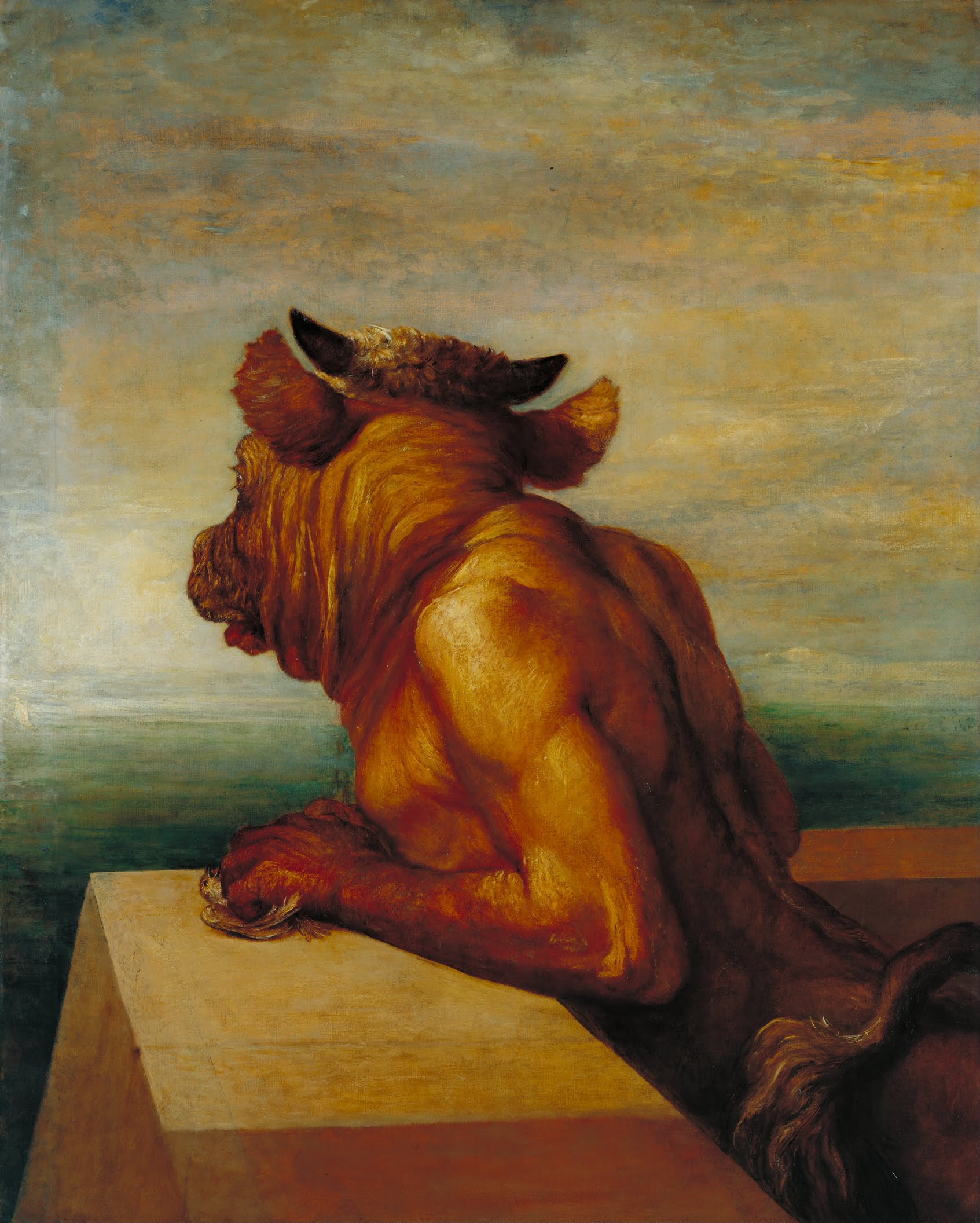
Дж. Ф. Уоттс. Минотавр. 1885

По одной из гипотез, миф о Минотавре заимствован из Финикии, где Молох изображался также с бычьей головой и требовал человеческих жертв. Убийство Минотавра знаменует уничтожение его культа.
По мнению ряда современных историков, история Минотавра является зашифрованным повествованием о столкновении индоевропейских культур с культурами автохтонных «народов моря» (почитавших быка), победителем в котором оказались индоевропейцы.
Проф. В. Г. Борухович отмечает, что его внешний облик «заставляет вспомнить богов Египта, часто изображавшихся в виде людей с головой животного».
Плутарх в жизнеописании Тесея пишет, что образ Минотавра как чудовища списан с начальника стражи царя Миноса Тавра, который участвовал в потешных боях с пленниками в Лабиринте.
В романе Мэри Рено «Тесей» жертвоприношение Минотавру трактовано с сугубо реалистической точки зрения. С её точки зрения, жертв заставляли участвовать в жертвоприношении — «бычьей пляске» (протокорриде), изображения которой можно увидеть на критских фресках.[значимость факта?]
В настоящее время представляется, что миф о Минотавре, Лабиринте и царе Миносе является отражением реальных событий взаимоотношений ахейского населения Балкан с островной Минойской цивилизацией. Поскольку Минойское государство (вплоть до XII в. до нашей эры) находилось на значительно более высоком уровне развития, чем древнегреческие племена, то последние находились в подчиненном положении. В том числе это могло выражаться в выплате дани и отправке заложников из числа детей вождей племён. 
Антропоморфное существо с бычьей головой является мифологическим переосмыслением реально существовавшего в Минойском государстве культа быка как важной части религиозно-обрядовой системы. Об этом свидетельствуют многочисленные фрески в зданиях дворцов минойского периода на о. Крит и в других местах, изображающих сцены ритуальных игр с быками — таврокатапсии. Кроме того, явно прослеживается связь минойской цивилизации с более ранними анатолийскими культурами, в которых также имелся культ быка. Однако нигде не отмечается практики принесения людей в жертву быку (травоядному, а не хищному животному), поэтому описанная в мифе практика человеческих жертвоприношений, видимо, является примером демонизации врага.
Раскопки дворцовых комплексов минойской цивилизации показали, что мифический Лабиринт имеет под собой совершенно реальную основу — например, широко известный дворец в Кноссе, масштабное, многоуровневое сооружение, состоящие из сотен помещений, раскинувшихся на сотни метров. 